# 李家沟乡
李家沟乡，是中华人民共和国山西省忻州市岢岚县下辖的一个乡镇级行政单位。

## 行政区划
李家沟乡下辖以下地区：
李家沟村、长塔村、圪辽村、水草沟村、荒沟村、牛栏村、范家塔村、石塔村、石佛河村、胡家洼村和樊家洼村。